# 伯德嶺
66°47′S 55°4′E / 66.783°S 55.067°E
伯德嶺（英語：Bird Ridge）是南極洲的山嶺，位於恩德比地，處於斯托雷古特山西北面11公里，長13公里，根據澳大利亞探險隊的空中照片繪入地圖，現時由南極條約體系管理。